# 628318 Stevemould
628318 Stevemould è un asteroide della fascia principale. Scoperto nel 2014, presenta un'orbita caratterizzata da un semiasse maggiore pari a 2,8022951 au e da un'eccentricità di 0,0404024, inclinata di 3,88748° rispetto all'eclittica.
L'asteroide è dedicato al divulgatore scientifico britannico Steve Mould.